# SNoW
Yukie Nakajima (中島幸惠 Nakajima Yukie?,  Tokio, Japón, 11 de junio de 1985) más conocida por su seudónimo SNoW, es una cantante de JPop. Actualmente radica en Japón aunque un largo período de su niñez y juventud vivió en Los Ángeles. Desde muy niña manifestó a su familia sus deseos de ser cantante pero no es hasta su adolescencia que se convence de serlo profesionalmente.
Es conocida por su éxito Sakasama no Chō como opening en el anime Jigoku Shōjo. Después de 2009 se fue de gira como corista de Kazuya Yoshii y después de 2017, regresó al mundo de la música.

## Biografía
SNoW nació el once de junio de 1985 en Tokio, Japón. SNoW se mudó con su familia a Los Ángeles cuando tenía cinco años. Creció en un hogar donde se le enseñó Inglés y Japonés, al mismo tiempo. Ella comenzó a hacer música a la edad de 13 años, con la ayuda de un amigo. Cuando ella tenía 16 años de edad, fue descubierta por un productor, que la llevó a Japón. Durante su estancia en Japón trabajaron en su cinta de demostración. Finalmente terminó firmando con el sello Kitty Films. Su sencillo de debut, "Yes", fue una canción navideña lanzada en noviembre de 2004.

### Hatsuyuki (2005-2007) y su etapa mainstream
En 2005, SNoW hizo la transición de un artista indie de gran artista discográfica firmando con Sony Music Entertainment. Su primer sencillo con Sony, "Hanabi Made Ato Sukoshi" fue lanzado casi nueve meses después de su debut. El sencillo no pudo trazar en el Oricon. 
Su segundo sencillo "Sakasama no Chou" fue lanzado unos seis meses más tarde y fue utilizado como la canción de apertura del anime Jigoku Shoujo. Con la ayuda de la tie-in es alcanzado el límite cuadragésima sexta posición en el Oricon y se trazó un total de ocho semanas, por lo que es su sencillo más exitoso hasta la fecha. Sakasama no Chou alcanzó las 40,000 copias vendidas, lo que lo convirtió en un su best-seller.
SNoW pronto regresó con "on&on", su tercer sencillo también pudo trazar en el Oricon. Con el lanzamiento de su cuarto sencillo, "NightmaRe" SNoW hizo su regreso a la Oricon. El sencillo alcanzó el puesto número 50 en el Oricon y el trazado de un total de tres semanas. El sencillo fue, como su predecesor, apertura de la segunda temporada de Jigoku Shōjo. Ni siquiera el mes después del lanzamiento de "NightmaRe" anunció que lanzaría un álbum. Su álbum debut, Hatsuyuki sería puesto en venta el 17 de enero. El álbum se compone de sus cinco sencillos, solo contiene tres nuevas canciones. En años posteriores, SNoW aprendió a tocar la guitarra y mantiene un fuerte interés por la fotografía y el arte. Ella estaba matriculada en Santa Monica College.

### Renuncia a Sony y pausa profesional
En julio de 2007, SNoW renunció a Sony Music Entertainment. Según su blog oficial, afirmó que la tensión tanto de su vida profesional como personal estaba pasando factura. Como resultado, decidió tomarse un descanso de su música.
En 2008, colaboró con el rapero SoulJa regrabando el dueto "Soba ni Iru ne" bajo el seudónimo de Yukie y en 2009 colaboraron de nuevo para las canciones "Colorz of Love", "DaBounce".En su Myspace que publicó dos nuevas canciones llamadas "AM" y "bluescreen", mismas que se perdieron con la gran pérdida masiva de MySpace en 2015. AM, sin embargo, pudo ser recuperada para su segundo álbum de estudio muchos años después.
En 2009, se unió a la gira de Kazuya Yoshii (ex vocalista de The Yellow Monkey) como corista.
En 2015, grabó 2 canciones para el primer álbum de YUKI JOLLY ROGER (ex Bennie K) como productora, "The Logbook I."

### Regreso a la vida pública
Después de un descanso indefinido, su sitio oficial publicó el siguiente mensaje: 

SNoW está de vuelta ... y también su sitio web;) Han pasado 10 años desde su último lanzamiento de la música de SONY, y SNoW ha decidido reanudar su carrera como cantante y compositora.
Sitio Web Oficial

Lo que marca un regreso a su carrera desde 2017. Publicó un single en 2020 en honor al fallecimiento de un amigo cercano.
A finales agosto de 2022, SNoW comunicó en su instagram haber sufrido un accidente al quemarse con pasta térmica el brazo derecho. Dicho accidente la mantuvo ausente de la música hasta marzo del 2023, donde comunicó no sentirse bien emocionalmente constantemente. A mediados de 2023 su cuenta de Twitter fue hackeada, misma que recuperó en mayo del mismo año. A inicios de 2024 retomó el contacto con sus seguidores en redes sociales y mencionó estar componiendo música para el futuro.

### Segundo álbum de estudio "Into Me" y etapa independiente
El 24 de julio de 2024 fue publicado en la plataforma Kickstarter un proyecto de financiación para el segundo álbum de estudio de SNoW, en el expresaba que se había enfrentado a retos como recortes presupuestarios en la industria musical, depresión crónica, trastornos alimentarios y la pandemia, que a menudo habían ralentizado su trayectoria musical y que, a pesar de los momentos de duda, su amor por la música la había mantenido escribiendo. 
De forma sorpresiva (y tras darlo a conocer en sus redes sociales) al día siguiente de su publicación, se llegó a la meta planificada del proyecto, misma situación que le permitió ampliar una segunda meta monetaria y añadir más canciones al tracklist. Finalmente el 2 de septiembre terminó la recaudación y SNoW comenzó la producción de su segundo álbum de estudio llamado "Into Me".
Durante el proceso de producción, SNoW actualizaba a los mecenas del proyecto con datos del proceso y sesiones fotográficas. Finalmente, SNoW anunció que el álbum estrenaría el 28 de febrero de 2025.

## Discografía

### Álbumes de estudio
| Título                            | Detalles del Álbum | Mejor posición en listas |
| Título                            | Detalles del Álbum | JP                       |
| --------------------------------- | --- | ------------------------ |
| Hatsuyuki (初雪) (Primera Nevada) | - Lanzamiento: 24 de enero de 2007 - Discográfica: Sony Music Entertainment Japan - Tipo de Álbum: Inédito - Formatos: CD, DVD, DL, Streaming.                                                       | 75                       |
| Into Me                           | - Lanzamiento: 28 de febrero de 2025 - Discográfica: Independiente - Tipo de Álbum: Inédito - Formatos: Streaming. CD físico solo disponible como recompensa tras apoyar el proyecto en Kickstarter. | -                        |

### Sencillos
| Título                                                        | Detalles | Mejor posición en listas | Álbum            |
| Título                                                        | Detalles | JP                       | Álbum            |
| ------------------------------------------------------------- | --- | ------------------------ | ---------------- |
| Yes                                                           | - Lanzamiento: 25 de noviembre de 2004 - Discográfica: Kitty Films (indie) - Formatos: CD                           | —                        | Hatsuyuki (2007) |
| Hanabi Made Ato Sukoshi (Un Momento Después de la Pirotecnia) | - Lanzamiento: 6 de julio de 2005 - Discográfica: Sony Music Entertainment Japan - Formatos: CD, DL, Streaming.     | —                        | Hatsuyuki (2007) |
| Sakasama no Chō (Mariposa Invertida)                          | - Lanzamiento: 25 de enero de 2006 - Discográfica: Sony Music Entertainment Japan - Formatos: CD, DL, Streaming.    | 46                       | Hatsuyuki (2007) |
| on&on                                                         | - Lanzamiento: 5 de julio de 2006 - Discográfica: Sony Music Entertainment Japan - Formatos: CD, DL, Streaming.     | —                        | Hatsuyuki (2007) |
| NightmaRe                                                     | - Lanzamiento: 6 de diciembre de 2006 - Discográfica: Sony Music Entertainment Japan - Formatos: CD, DL, Streaming. | 50                       | Hatsuyuki (2007) |
| ブルースクリーン (pantalla azul)                              | - Lanzamiento: 4 de junio de 2009 - Publicada en MySpace - Formatos: DL, Streaming.                                 | —                        | sin álbum        |
| AM                                                            | - Lanzamiento: 4 de junio de 2009 - Publicada en MySpace - Formatos: DL, Streaming.                                 | —                        | Into Me (2025)   |
| Yami wo Nukete (A través de la Oscuridad)                     | - Lanzamiento: 27 de marzo de 2017 - Lanzamiento independiente - Formatos: CD (edición limitada), DL, Streaming.    | —                        | Into Me (2025)   |
| Rest In Peace                                                 | - Lanzamiento: 6 de julio de 2020 - Lanzamiento independiente - Formatos: DL, Streaming.                            | —                        | Into Me (2025)   |